# Soulzon
Le Soulzon, ou ruisseau du Joulbas dans sa partie amont, est un cours d'eau du Sud de la France dans le département de l'Aveyron, affluent du Cernon et sous-affluent de la Garonne par le Tarn.

## Géographie

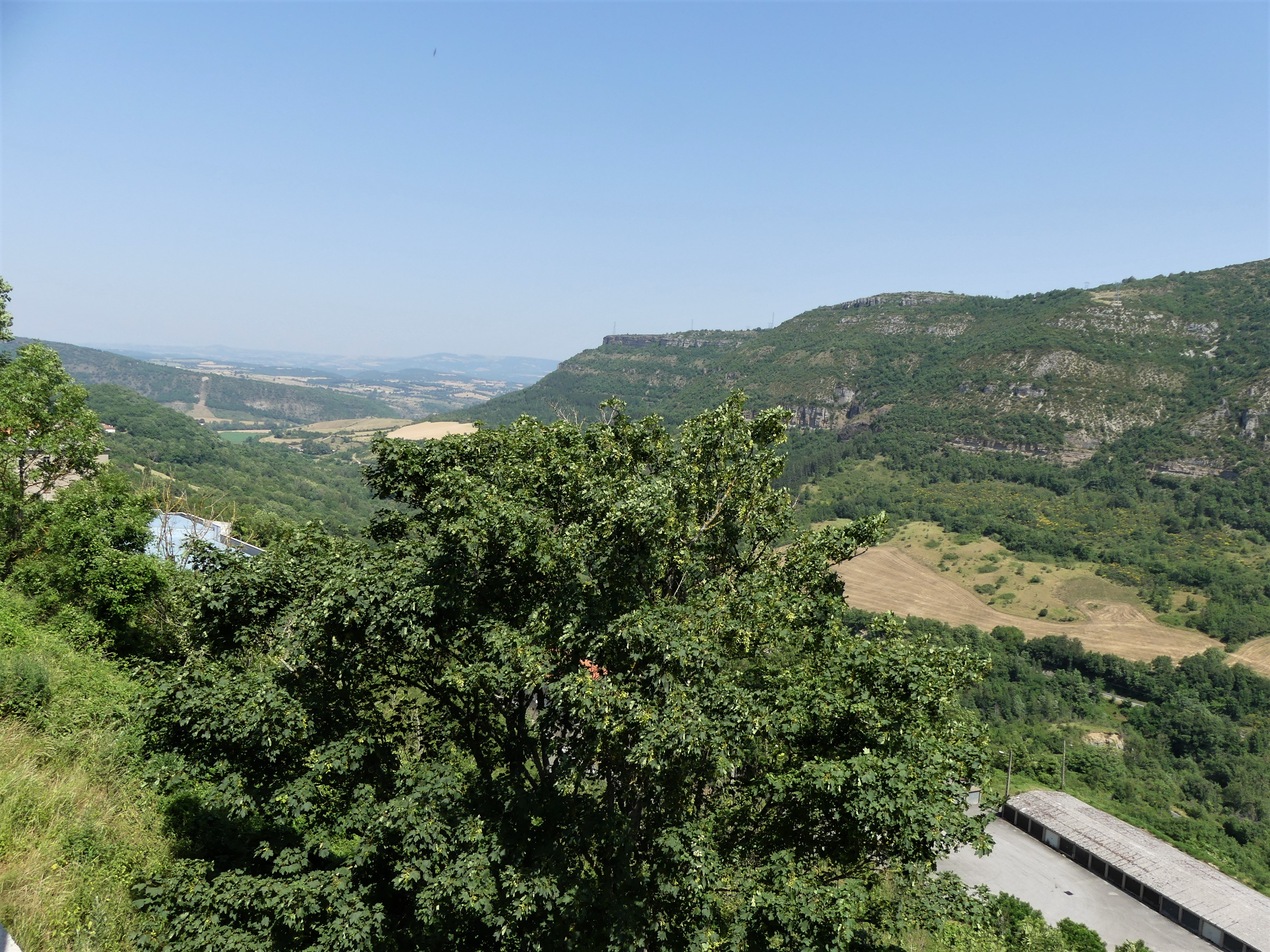
La vallée du Soulzon ; vue prise en direction de l'aval depuis Roquefort-sur-Soulzon.

Selon le SANDRE, le Soulzon est un cours d'eau dont la partie amont porte le nom de ruisseau de Joulbas.
En partie sud du Massif central, le ruisseau de Joulbas prend sa source vers 573 mètres d'altitude dans le quart sud-est du département de l'Aveyron, sur les contreforts du causse du Larzac, sur la commune de Saint-Jean-et-Saint-Paul, deux kilomètres au nord-est du bourg de Saint-Jean-d'Alcas.
Il prend d'abord la direction du nord sur trois kilomètres, passant sous la route départementale (RD) 559, et reçoit sur sa droite un petit affluent, le ravin de Grougnès. Il oblique ensuite vers le nord-ouest, baignant le bourg de Tournemire où il est grossi à droite par le ruisseau de Brias et prend alors le nom de Soulzon. Il est franchi par la RD 23 et s'écoule ensuite au nord et en contrebas du bourg de Roquefort-sur-Soulzon. Au lieu-dit la Plaine de Laumière, il reçoit en rive gauche son principal affluent, le ravin des Pradelles, et oblique vers le nord pour le dernier kilomètre de son parcours.
Il conflue avec le Cernon en rive gauche au lieu-dit Raspaillac, à 409 mètres d'altitude, un kilomètre et demi en amont et au sud du bourg de Saint-Rome-de-Cernon.
Sur la totalité de son cours, il est longé en rive droite par la ligne ferroviaire de Béziers à Neussargues, toujours proche de moins de 400 mètres.
Pour le SANDRE, la longueur du Soulzon est de 10,31 km.

### Département et communes traversés
Dans le seul département de l'Aveyron, le Soulzon arrose quatre communes, soit d'amont vers l'aval : Saint-Jean-et-Saint-Paul (source), Tournemire, Roquefort-sur-Soulzon, Saint-Rome-de-Cernon (confluence avec le Cernon).

### Bassin versant
Son bassin versant, entièrement situé dans le parc naturel régional des Grands Causses,
est inclus dans une seule zone hydrographique : « Le Cernon de sa source au confluent du Soulzon (inclus) ».
Outre les quatre communes baignées par le Soulzon, son bassin versant en concerne également une autre : Saint-Affrique, arrosée par le ravin de Merderie, affluent du ravin des Pradelles.

## Affluents et nombre de Stahler
Selon le SANDRE, le Soulzon a neuf petits affluents répertoriés. Les trois plus longs sont, d'amont vers l'aval :
- le ravin de Grougnès, long de 1,57 km[3], en rive droite ;
- le ruisseau du Brias : 2,03 km[4], en rive droite ;
- le ravin des Pradelles, long de 3,45 km[5], en rive gauche.

Ce dernier, principal affluent du Soulzon, a trois affluents. De ce fait, le Soulzon a un nombre de Strahler de trois.

## Monuments ou sites remarquables à proximité
- Roquefort-sur-Soulzon et ses caves.